# Ruda Jeżewska
Ruda Jeżewska (prononciation [ˈruda jɛˈʐɛfska]) est un village de la gmina de Zadzim, du powiat de Poddębice, dans la voïvodie de Łódź, situé dans le centre de la Pologne.
Il se situe à environ 11 kilomètres (km) à l'est de Zadzim (siège de la gmina), 10 kilomètres au sud de Poddębice (siège du powiat) et 33 kilomètres à l'ouest de Łódź (capitale de la voïvodie).
Sa population s'élevait à 90 habitants en 2006.

## Administration
De 1975 à 1998, le village était attaché administrativement à l'ancienne voïvodie de Sieradz.

Depuis 1999, il fait partie de la nouvelle voïvodie de Łódź.